# A Lost zenéje
A Lost zenéjét az Alias, és a Mission Impossible III zenéjét is jegyző Michael Giacchino szerezte.

## A sorozat zenéje
| #  | 1. évad (címek)                        | #  | 2. évad (címek)                     |
| -- | -------------------------------------- | -- | ----------------------------------- |
| 1  | Main Title (Szerezte: J. J. Abrams)    | 1  | Main Title (Szerezte: J. J. Abrams) |
| 2  | The Eyeland                            | 2  | Peace Through Superior Firepower    |
| 3  | World’s Worst Beach Party              | 3  | The Final Countdown                 |
| 4  | Credit Where Credit Is Due             | 4  | World's Worst Landscaping           |
| 5  | Run Like, Um… Hell?                    | 5  | Mess It All Up                      |
| 6  | Hollywood and Vines                    | 6  | Hurley Handouts                     |
| 7  | Just Die Already                       | 7  | Just Another Day On the Beach       |
| 8  | Me and My Big Mouth                    | 8  | Ana Cries                           |
| 9  | Crocodile Locke                        | 9  | The Tribe Merges                    |
| 10 | Win One for the Reaper                 | 10 | The Gathering                       |
| 11 | Departing Sun                          | 11 | Shannon's Funeral                   |
| 12 | Charlie Hangs Around                   | 12 | All's Forgiven… Except Charlie      |
| 13 | Navel Gazing                           | 13 | Charlie's Dream                     |
| 14 | Proper Motivation                      | 14 | Charlie's Temptation                |
| 15 | Run Away! Run Away!                    | 15 | A New Trade                         |
| 16 | We’re Friends                          | 16 | Mapquest                            |
| 17 | Getting Ethan                          | 17 | Claire's Escape                     |
| 18 | Thinking Clairely                      | 18 | The Last to Know                    |
| 19 | Locke’d Out Again                      | 19 | Rose and Bernard                    |
| 20 | Life and Death                         | 20 | Toxic Avenger                       |
| 21 | Booneral                               | 21 | I Crashed Your Plane, Brotha        |
| 22 | Shannonigans                           | 22 | Eko Blaster                         |
| 23 | Kate’s Motel                           | 23 | The Hunt                            |
| 24 | I’ve Got a Plane to Catch              | 24 | McGale's Navy                       |
| 25 | Monsters Are Such Innnteresting People | 25 | Bon Voyage, Traitor                 |
| 26 | Parting Words                          | 26 | End Title                           |
| 27 | Oceanic 815                            |    |                                     |

## Az epizódokban elhangzó dalok

### Első évad
| # | Szám címe               | Előadó                    | Epizódok                 | Forrás                          |
| 1 | Leavin' On Your Mind    | Patsy Cline               | "Tiszta lappal"          | Rádio Ray Mullen teherautójában |
| 2 | Wash Away               | Joe Purdy                 | "Tiszta lappal"          | Hurley CD lejátszója            |
| 3 | Are You Sure?           | Willie Nelson             | "A felkelő nap háza"     | Hurley CD lejátszója            |
| 4 | You All Everybody       | Drive Shaft               | "A pille"                | Koncerten                       |
| 5 | I Shall Not Walk Alone  | The Blind Boys of Alabama | "A bizalom ára"          |                                 |
| 6 | La Mer                  | Charles Trenet            | "A bőrönd titka"         | Shannon énekli                  |
| 7 | Delicate                | Damien Rice               | "Nyelvzavar"             | Hurley CD lejátszója            |
| 8 | I Got You (I Feel Good) | James Brown               | "Mint kutya a macskával" | Hurley énekli                   |
| 9 | Redemption Song         | Bob Marley                | Menekülés, második rész  | Sawyer énekli                   |

### Második évad
| #  | Szám címe                   | Előadó                    | Epizódok                                        | Forrás                                                     |
| 1  | Make Your Own Kind of Music | 'Mama' Cass Elliot        | "Tudomány embere, hit embere"; "Hullámok hátán" | Lemezlejátszó a bunkerben                                  |
| 2  | My Conversation             | Slim Smith                | "Mindenki rühelli Hugót"                        | Lemezlejátszó a bunkerben                                  |
| 3  | Easy Money                  | Billy Joel                | "Mindenki rühelli Hugót"                        |                                                            |
| 4  | Up on the Roof              | The Drifters              | "Mindenki rühelli Hugót"                        | Lemezlejátszó a bunkerben                                  |
| 5  | Stay (Wasting Time)         | Dave Matthews Band        | "Elhagyatva"                                    |                                                            |
| 6  | Outside                     | Staind                    | "Összeomlás"                                    |                                                            |
| 7  | Walking After Midnight      | Patsy Cline               | "Kate bűne", "Az útitárs"                       | Lemezlejátszó a bunkerben                                  |
| 8  | The End of the World        | Skeeter Davis             | "Kate bűne"                                     |                                                            |
| 9  | He's Evil                   | The Kinks                 | "A 23. zsoltár", "Tűz és víz"                   | Charlie énekli ("A 23. zsoltár")                           |
| 10 | Fall on Me                  | Pousette-Dart Band        | "A vadászat"                                    |                                                            |
| 11 | Papa Loves Mambo            | Perry Como                | "Tűz és víz"                                    |                                                            |
| 12 | Coconut                     | Nilsson                   | "A nagy balhé"                                  | Hurley énekli                                              |
| 13 | Moonlight Serenade          | Glenn Miller              | "A nagy balhé"                                  | A rádió (amit a Nyíl állomáson találtak), Jack autórádiója |
| 14 | Catch a Falling Star        | Perry Como                | "Szülési szabadság"                             | Mobile in crib                                             |
| 15 | Pushin' Too Hard            | The Seeds                 | "A teljes igazság"                              |                                                            |
| 16 | Compared to What            | Les McCann & Eddie Harris | "Zárlat"                                        |                                                            |
| 17 | These Arms of Mine          | Otis Redding              | "S.O.S."                                        | Rose autórádiója, lemezlejátszó a bunkerben                |
| 18 | Hard Way                    | Kasey Chambers            | "Az útitárs"                                    |                                                            |
| 19 | Chains and Things           | B. B. King                | "Éljünk együtt, halj meg egyedül"               | Lemezlejátszó a bunkerben                                  |
| 20 | Voi che sapete              | W.A. Mozart               | "Éljünk együtt, halj meg egyedül"               | Az Elizabeth hangrendszere                                 |

### Harmadik évad
| # | Szám címe              | Előadó            | Epizódok            | Forrás               |
| 1 | Downtown               | Petula Clark      | Két város története | Juliet CD lejátszója |
| 2 | Moonlight Serenade     | Glenn Miller      | Két város története | Jack autójában szól  |
| 3 | The Thunderer          | John Philip Sousa | Két város története | Sawyer dala          |
| 4 | I Feel Like Going Home | Muddy Waters      | További utasítások  | Locke autójában      |
| 5 | I Wonder               | Brenda Lee        | Az élet ára         | Colleen temetésén    |

## Videóklip
A Lost 2006-os promóciós videóklipjét Brian McFadden Demons c. számának videóklipjének Lost-os változatával adták ki.

## Nemzetközi zene
Néhány országban a Lost főcímzenéjét a sugárzó csatorna megváltoztatta.
Japán
- Az első évad főcímzenéjét az eredetiről a Chemistry-től a Here I am c. dalra változtatták.
- A második évad főcímzenéjét az eredetiről Yuna Ito-tól a Losin c. dalra változtatták.